# Empanadilla de la vigilia
Las empanadillas de la vigilia se trata de una empanadilla que es habitual se sirva en el día de vigilia Pascual. Su ingesta y preparación, por hacerse en los días de celebración de la Semana Santa no suele contener ingredientes cárnicos. Es por esta razón por la que suelen contener pescado (atún, sardina), espinacas, o quesos diversos. Por regla general la masa de las empanadas de vigilia consta de hojaldre. Esta empanada suele encontrarse en algunas regiones de la cocina española.